# Imre Flóra
Imre Flóra (Budapest, 1961. június 1. –) József Attila-díjas költő, műfordító, tankönyvíró.

## Életpályája
Szülei: Imre István és Nyári Mária. 1979-1985 között az ELTE BTK magyar-latin-ógörög szakos hallgatója volt. 1983 óta jelennek meg versei. 1985 óta az Eötvös József Gimnázium magyar-latin szakos pedagógusa. 2007 óta a Széchenyi Irodalmi és Művészeti Akadémia tagja.
Első megjelent verse formájául mindjárt a legnehezebb műfajt, a szonettkoszorút választotta. Rendszeresen fordít, elsősorban latinból.

## Művei

### Verseskötetek
- Az Akropoliszra néző terasz (versek, Magvető, 1986)
- Merőleges idő (versek, Interart, 1992)
- Rondó (versek, Tevan, 1992)
- Rejtőzve éltünk (versek, Tevan, 1995)
- A szép kötélverőné újrakezdi (versek, Tevan, 1998)
- Nem tart soká (versek, Tevan, 2004)
- A hegyről lefelé (versek, Parnasszus, 2009)
- Még tart a könnyűség. Válogatott és új versek; Tipp Cult Kft., Bp., 2015 (P'art könyvek)

### Egyéb
- Verstan és szöveggyűjtemény a verstan tanulmányozásához (tankönyv, Nemzeti Tankönyvkiadó, 1994)

## Díjai, kitüntetései
- Zoltán Attila-díj (1986)
- Hidas Antal-díj (1987)
- Füst Milán-díj (1990)
- Déry Tibor-díj (1991)
- Robert Graves-díj (1997)
- Soros-ösztöndíj (2000)
- József Attila-díj (2002)
- Vas István-díj (2008)[2]
- Déry Tibor-díj (2012)